# FFA-cupen 2020
FFA-cupen 2020 var planerad att vara den sjunde säsongen av FFA-cupen, den nationella cupen i Australien. Några matcher i de inledande omgångarna spelades i februari och mars, innan tävlingen fick ställas in på grund av coronavirusutbrottet. Tävlingen ställdes in officiellt den 3 juli 2020.

## Lag
Totalt 32 lag var planerade att deltaga i cupen 2020, 10 från A-League där lagen på tionde- och elfteplats skulle spela playoff mot varandra om den tionde och sista platsen för A-League-lagen, detta då A-League hade utökats från tio till elva lag till säsongen 2019/2020. 21 lag från regionala fotbollsförbund i Australien, samt vinnaren av fjolårets National Premier Leagues.
Tabellen visar vilka lag som skulle kvalificerat sig för cupen 2020.
| A-League                   | A-League               | A-League                 | A-League       |
| -------------------------- | ---------------------- | ------------------------ | -------------- |
| Sextondelsfinal            | Adelaide United        | Brisbane Roar            | Melbourne City |
| Sextondelsfinal            | Newcastle United Jets  | Perth Glory              | Sydney FC      |
| Sextondelsfinal            | Wellington Phoenix     | Western Sydney Wanderers | Western United |
| Playoff                    | Central Coast Mariners | Melbourne Victory        |                |
| Övriga                     |                        |                          |                |
| Wollongong Wolves (2, NPL) |                        |                          |                |